# 密花兜被兰
密花兜被兰（学名：Neottianthe calcicola）为兰科兜被兰属下的一个种。

## 扩展阅读
- 維基物種上的相關：密花兜被兰